# 克鲁克 (科罗拉多州)
克鲁克（英語：Crook），是美国科罗拉多州洛根县下属的一座城市。建市于1918年9月23日，面积大约为0.134平方英里（0.346平方公里）。根据2010年美国人口普查，该市有人口110人。2011年估计该市有人口109人，相比2010年人口增长率为-0.91%。同时，论人口该市是科罗拉多州第254大城市。